# Lumbricillus murmanicus
Lumbricillus murmanicus is een ringworm uit de familie van de Enchytraeidae. De wetenschappelijke naam van de soort is voor het eerst geldig gepubliceerd in 1978 door Finogenova & Streltsov.